# 布雷森漢姆直線演算法
布雷森漢姆直線演算法（英語：Bresenham's line algorithm）是用來描繪由兩點所決定的直線的演算法，它會算出一條線段在n維點陣圖上最接近的點。這個演算法只會用到較為快速的整數加法、減法和位元移位，常用於繪製電腦畫面中的直線。是計算機圖形學中最先發展出來的演算法。
經過少量的延伸之後，原本用來畫直線的演算法也可用來畫圓。且同樣可用較簡單的算術運算來完成，避免了計算二次方程式或三角函數，或遞歸地分解為較簡單的步驟。
以上特性使其仍是一種重要的演算法，並且用在繪圖儀、繪圖卡中的繪圖晶片，以及各種圖形程式庫。這個演算法非常的精簡，使它被實作於各種裝置的韌體，以及繪圖晶片的硬體之中。
「Bresenham」至今仍經常作為一整個演算法家族的名稱，即使家族中絕大部份演算法的實際開發者是其他人。該家族的演算法繼承了Bresenham的基本方法並加以發展，詳見參考資料。

## 演算方法

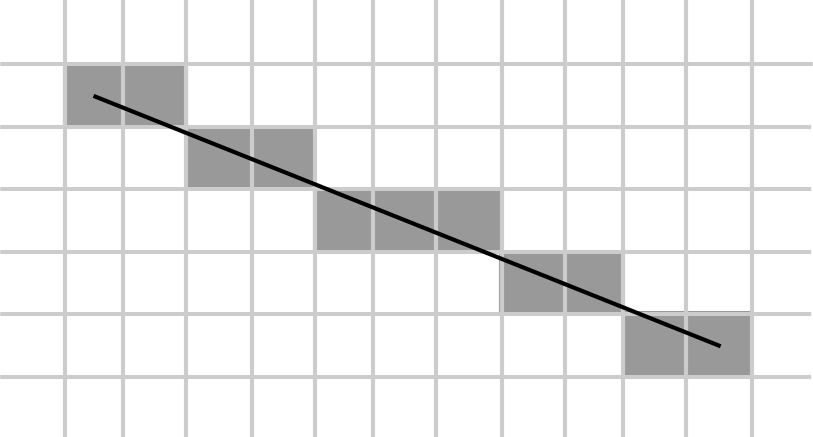
Bresenham直線演算法描繪的直線。

假設我們需要由(x0, y0)這一點，繪畫一直線至右下角的另一點(x1, y1)，x,y分別代表其水平及垂直坐标，并且x1 - x0 > y1 - y0。在此我們使用電腦系統常用的坐標系，即x坐標值沿x軸向右增長，y坐標值沿y軸向下增長。
因此x及y之值分別向右及向下增加，而兩點之水平距離為{\displaystyle x_{1}-x_{0}}且垂直距離為{\displaystyle y_{1}-y_{0}}。由此得之，該線的斜率必定介乎於0至1之間。而此算法之目的，就是找出在{\displaystyle x_{0}}與{\displaystyle x_{1}}之間，第x行相對應的第y列，從而得出一像素點，使得該像素點的位置最接近原本的線。
對於由(x0, y0)及(x1, y1)兩點所組成之直線，公式如下：
{\displaystyle y-y_{0}={\frac {y_{1}-y_{0}}{x_{1}-x_{0}}}(x-x_{0})}
因此，對於每一點的x，其y的值是
{\displaystyle {\frac {y_{1}-y_{0}}{x_{1}-x_{0}}}(x-x_{0})+y_{0}}
因為x及y皆為整數，但並非每一點x所對應的y皆為整數，故此沒有必要去計算每一點x所對應之y值。反之由於此線之斜率介乎於1至0之間，故此我們只需要找出當x到達那一個數值時，會使y上升1，若x尚未到此值，則y不變。至於如何找出相關的x值，則需依靠斜率。斜率之計算方法為{\displaystyle m=(y_{1}-y_{0})/(x_{1}-x_{0})}。由於此值不變，故可於運算前預先計算，減少運算次數。
要實行此算法，我們需計算每一像素點與該線之間的誤差。於上述例子中，誤差應為每一點x中，其相對的像素點之y值與該線實際之y值的差距。每當x的值增加1，誤差的值就會增加m。每當誤差的值超出0.5，線就會比較靠近下一個映像點，因此y的值便會加1，且誤差減1。
下列偽代碼是這算法的簡單表達（其中的plot(x,y)繪畫該點，abs返回的是絕對值）。雖然用了代價較高的浮点运算，但很容易就可以改用整數運算（詳見最佳化一節）：
```
 
function
 line(x0, x1, y0, y1)
     
int
 deltax := x1 - x0
     
int
 deltay := y1 - y0
     
real
 error := 0
     
real
 deltaerr := deltay / deltax    // 假設deltax != 0（非垂直線），
           // 注意：需保留除法運算結果的小數部份
     
int
 y := y0
     
for
 x 
from
 x0 
to
 x1
         plot(x,y)
         error := error + deltaerr
         
if
 abs (error) ≥ 0.5 
then

             y := y + 1
             error := error - 1.0
```

## 一般化
雖然以上的演算法只能繪畫由左下至右上，且斜率小於或等於1的直線，但我們可以擴展此演算法，使之可繪畫任何的直線。第一個擴展是繪畫反方向，即由右上至左下的直線。這可以簡單地透過在x0 > x1時交換起點和終點來做到。第二個擴展是繪畫斜率為負的直線，可以檢查y0 < y1是否成立；若該不等式成立，誤差超出0.5時y的值改為加-1。最後，我們還需要擴展該演算法，使之可以繪畫斜率絕對值大於1的直線。要做到這點，我們可以利用大斜率直線對直線y=x的反射是一條小斜率直線的事實，在整個計算過程中交換 x 和 y，並一併將plot的參數順序交換。擴展後的偽代碼如下：
```
 
function
 line(x0, x1, y0, y1)
     
boolean
 steep := abs(y1 - y0) > abs(x1 - x0)
     
if
 steep 
then

         swap(x0, y0)
         swap(x1, y1)
     
if
 x0 > x1 
then

         swap(x0, x1)
         swap(y0, y1)
     
int
 deltax := x1 - x0
     
int
 deltay := abs(y1 - y0)
     
real
 error := 0
     
real
 deltaerr := deltay / deltax
     
int
 ystep
     
int
 y := y0
     
if
 y0 < y1 
then
 ystep := 1 
else
 ystep := -1
     
for
 x 
from
 x0 
to
 x1
         
if
 steep 
then
 plot(y,x) 
else
 plot(x,y)
         error := error + deltaerr
         
if
 error ≥ 0.5 
then

             y := y + ystep
             error := error - 1.0
```

以上的程序可以處理任何的直線，實现了完整的Bresenham直線演算法。

## 最佳化
以上的程序有一個問題：電腦處理浮点运算的速度比較慢，而error與deltaerr的計算是浮點運算。此外，error的值經過多次浮點數加法之後，可能有累積誤差。使用整數運算可令演算法更快、更準確。只要將所有以上的分數數值乘以deltax，我們就可以用整數來表示它們。唯一的問題是程序中的常數0.5—我們可以透過改變error的初始方法，以及將error的計算由遞增改為遞減來解決。新的程序如下：
xk * deltaerr >= 0.5;
xk * deltay/deltax >= 0.5;
deltax/2 - xk*deltay <= 0;
```
 
function
 line(x0, x1, y0, y1)
     
boolean
 steep := abs(y1 - y0) > abs(x1 - x0)
     
if
 steep 
then

         swap(x0, y0)
         swap(x1, y1)
     
if
 x0 > x1 
then

         swap(x0, x1)
         swap(y0, y1)
     
int
 deltax := x1 - x0
     
int
 deltay := abs(y1 - y0)
     
int
 error := deltax / 2
     
int
 ystep
     
int
 y := y0
     
if
 y0 < y1 
then
 ystep := 1 
else
 ystep := -1
     
for
 x 
from
 x0 
to
 x1
         
if
 steep 
then
 plot(y,x) 
else
 plot(x,y)
         error := error - deltay
         
if
 error < 0 
then

             y := y + ystep
             error := error + deltax
```

## 歷史
Jack E. Bresenham於1962年在IBM發明了此演算法。據他本人表示，他於1963年在丹佛舉行的美国计算机协会全國大會上發表了該演算法，論文則登載於1965年的《IBM系統期刊》（IBM Systems Journal）之中。Bresenham直線演算法其後被修改為能夠畫圓，修改後的演算法有時被稱為「Bresenham畫圓演算法」或中點畫圓演算法。

## 參閱
- Patrick-Gilles Maillot's Thesis （页面存档备份，存于） an extension of the Bresenham line drawing algorithm to perform 3D hidden lines removal; also published in MICAD '87 proceedings on CAD/CAM and Computer Graphics, page 591 - ISBN 2-86601-084-1.
- 數字微分分析儀演算法，描畫直線和三角形的一種簡單通用方法。
- 吳小林直線演算法，以同樣快速的方法繪製反鋸齒線。
- 中點畫圓演算法，以類似的方法繪畫圓。

## 外部連結
- Analyze Bresenham's line algorithm in an online Javascript IDE （页面存档备份，存于）
- The Bresenham Line-Drawing Algorithm by Colin Flanagan （页面存档备份，存于）
- National Institute of Standards and Technology page on Bresenham's algorithm （页面存档备份，存于）
- Calcomp 563 Incremental Plotter Information （页面存档备份，存于）
- Bresenham's Original Paper （页面存档备份，存于）
- An implementation in Java （页面存档备份，存于） at the Code Codex